# Antonio José (cantante)
Antonio José Sánchez Mazuecos (Palma del Río, Córdoba, 2 de enero de 1995) es un cantante español, conocido por ser ganador de la tercera edición del concurso de televisión La Voz de España en 2015. Antonio José representó a España en el Festival de la Canción de Eurovisión Junior 2005 con la canción "Te traigo flores", obteniendo la segunda posición.
Tras ganar La Voz en 2015, grabó su primer disco con Universal Music. Desde entonces, Antonio José ha publicado tres discos más, para un total de seis discos en 2020.

## Infancia

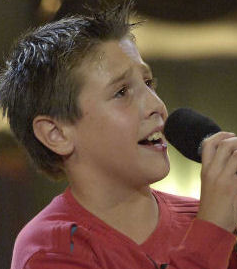
Antonio José en el Festival de la Canción de Eurovisión Junior 2005

Antonio José nació el 2 de enero de 1995 en la ciudad de Palma del Río, en Córdoba. Su padre, Antonio Sánchez, es un técnico del AVE, y su madre, María Mazuecos, es una ama de casa y amante de la música. Desde su infancia, es un aficionado del fútbol, y su padre, que era un entrenador de fútbol local, intentó convertirlo en un jugador de fútbol profesional. De hecho, Antonio José lo consiguió, queda segundo en la competición nacional de fútbol sala. Sin embargo, su madre trató de acercarlo al mundo de la música, llevándolo habitualmente a algunos castings musicales. También asistía a clases de técnica vocal y guitarra para jóvenes.
En agosto de 2005, cuando tenía 10 años, participó en el programa de televisión "Veo, Veo" de Canal Sur, quedando en segundo lugar. En ese mismo año, apareció en el programa Eurojunior de Televisión Española. Este programa tenía como objetivo seleccionar al representante de España en el Festival de Eurovision Junior 2005. Antonio José logró el pase al concurso el 2 de octubre de 2005.
En noviembre de 2005, finalmente participó en el Festival de Eurovisión Junior 2005 en Hasselt (Bélgica), donde representó a España con la canción "Te traigo flores", dedicada a su abuela recién fallecida. Antonio José obtuvo la segunda plaza con 146 puntos, a sólo tres puntos de la ganadora, la bielorrusa de 10 años Ksenia Sitnik con su canción My vmeste (Estamos juntos) y sus 149 puntos. Los habitantes de su pueblo, incluido el entonces alcalde Salvador Blanco, lo celebraron en las calles y le felicitaron por su gran actuación en el certamen. Durante todo este tiempo, Antonio José no dejó el fútbol, manteniéndolo como una de sus pasiones.

## Carrera
Poco después de su participación en el Festival de Eurovisión Junior 2005, Antonio José publicó su primer disco, "Te Traigo Flores", con el mismo nombre que el tema que cantó en el concurso. Este álbum combina flamenco con ritmos latinos.
Cuatro años después, en 2009, publicó su segundo disco, "Todo vuelve a empezar", con canciones que reflejan situaciones juveniles con ritmos tan característicos como rock, pop, funk o balada
En 2015, participó en la tercera edición de La Voz, en el equipo de Antonio Orozco. Antonio José confesó que fue su madre quien llamó al concurso para apuntarle. El 25 de junio de 2015 se proclamó ganador de la edición del concurso con la canción Aprendiz de Malú, frente al resto de finalistas de los equipos de Alejandro Sanz (Marcos Martins), Laura Pausini (Maverick) y Malú (Joaquín Garlí). Su victoria le permitió grabar el que sería su tercer álbum, "El Viaje", esta vez con Universal. Se publicó un mes después de su victoria.
Ese mismo año sacó una edición deluxe de su último disco hasta el momento, llamado: El viaje deluxe.
En 2016, Antonio José publicó su cuarto disco, Senti2.
En 2017, Antonio José publicó su quinto disco, A un milímetro de ti. Al año siguiente, en 2018, sacó A un milímetro de ti y cada vez más cerca, el que sería como una especie de ampliación de su antiguo disco. Ese mismo año fue asesor en La Voz Kids, en el equipo de Antonio Orozco.
En 2019, Antonio José publicó su sexto disco, Antídoto. Este último alcanzó una gran popularidad en España, siendo uno de los más vendidos ese año. Ese mismo año fue asesor en La Voz, en el equipo de Paulina Rubio.
En 2021, Antonio José publicó su séptimo disco, Fénix, disco en el que el cantante se desnuda y se deja la piel. Un disco que marcará su carrera y su vida personal, tras haber pasado por la pandemia acompañada con otras circunstancias de su vida.
En 2022, participó en la primera edición del programa Dúos increíbles, en el que se proclamó ganador formando pareja con Miguel Poveda.

## Canciones enLa Voz
- Audiciones a ciegas: "Ya lo sabes" de Antonio Orozco
- Las Batallas contra Isra Maldonado: "No hay más" de Antonio Orozco
- El Último Asalto con el Padre Damián: "Hero" de Mariah Carey
- Los Directos (Programa 10): "Por Fin" de Pablo Alborán y "What You're Made Of" de Lucie Silvas con Antonio Orozco y sus compañeras de equipo, Nalaya Brown y Raquel Garrido
- Los Directos (Programa 12): "Amiga mía" de Alejandro Sanz y "Estoy hecho de pedacitos de ti" de Antonio Orozco con Antonio Orozco y sus compañeros de equipo: Antonio Tomás, Raquel Garrido y las gemelas Alba y Marta Villanueva.
- Semifinal: "90 minutos" de India Martínez, "Una y otra vez" de Antonio Orozco con Antonio Orozco y Raquel Garrido
- Final: "Aprendiz" de Malú, El perdón de Nicky Jam a dúo con su coach, Antonio Orozco, y "Tanto" con Pablo Alborán

## Discografía

### Álbumes de estudio
- Te traigo flores (2005)
- Todo vuelve a empezar (2009)
- El viaje (2015)
- El viaje edición deluxe (2015)
- Senti2 (2016)
- A un milímetro de ti (2017)
- A un milímetro de ti y cada vez más cerca (2018)
- Antídoto (2019)
- Fénix (2021)
- El pacto (2023)

### Canciones
- De qué manera (2015)
- Por si llegamos a tiempo (2015)
- Aquí estoy yo (2015)
- El arte de vivir (2015)
- Contigo (2016)
- Tengo un corazón (2016)
- Tú me obligaste (2017) (feat. Cali y El Dandee)
- Me haces falta (2017)
- La canción al revés (2018) (feat. Luis Cepeda)
- Me olvidé (2018)
- Se vive mejor (2018) (feat. Juan Magán)
- Solo dime (2018)
- A dónde vas (2019) (feat. Diogo Piçarra)
- Me equivocaré (2019)
- Dile (2019)
- Deja a ese idiota (2019)
- Antídoto (2020)  (feat. Greeicy)
- Ando perdido (2020)
- Cuando te vuelva a ver (2020)
- Pirata (2021) (feat. Jerry Di)
- Te han visto llorar (2021)
- Tal vez (2021) (feat. Alejandro Fernández)
- Lo que hará mi boca (2021) (feat. Morat)
- Por mil razones (2022)
- Tu boca (2023)
- La noche perfecta (2023)
- Como dejarte ir (2023)
- Ya se me olvidó (2024) (feat. Denise Rosenthal)

## Filmografía

### Series
| Año  | Serie                | Canal    | Personaje    | Notas       |
| ---- | -------------------- | -------- | ------------ | ----------- |
| 2022 | Amar es para siempre | Antena 3 | Antonio José | 5 episodios |

### Programas de televisión
| Año         | Serie            | Canal     | Notas                    |
| ----------- | ---------------- | --------- | ------------------------ |
| 2015        | La Voz           | Telecinco | Concursante - Ganador    |
| 2017        | La Voz Kids      | Telecinco | Asesor de Antonio Orozco |
| 2017 - 2018 | Viva la vida     | Telecinco | Invitado                 |
| 2018        | Volverte a ver   | Telecinco | Invitado                 |
| 2019        | La Voz           | Antena 3  | Asesor de Paulina Rubio  |
| 2020        | Tu cara me suena | Antena 3  | Invitado                 |
| 2022        | Dúos increíbles  | La 1      | Concursante - Ganador    |